# Seriatopora aculeata
Seriatopora aculeata е вид корал от семейство Pocilloporidae. Видът е уязвим и сериозно застрашен от изчезване.

## Разпространение и местообитание
Разпространен е в Австралия, Вануату, Гуам, Индонезия, Мадагаскар, Малайзия, Микронезия, Нова Каледония, Палау, Папуа Нова Гвинея, Северни Мариански острови, Соломонови острови, Фиджи, Филипини и Япония.
Обитава океани, морета и рифове.